# 11 ديسمبر
- السبت
- الأحد
- الاثنين
- الثلاثاء
- الأربعاء
- الخميس
- الجمعة

- 298 جمادى الآخرة 1447  هـ
- 309 جمادى الآخرة 1447  هـ
- 110 جمادى الآخرة 1447  هـ
- 211 جمادى الآخرة 1447  هـ
- 312 جمادى الآخرة 1447  هـ
- 413 جمادى الآخرة 1447  هـ
- 514 جمادى الآخرة 1447  هـ
- 615 جمادى الآخرة 1447  هـ
- 716 جمادى الآخرة 1447  هـ
- 817 جمادى الآخرة 1447  هـ
- 918 جمادى الآخرة 1447  هـ
- 1019 جمادى الآخرة 1447  هـ
- 1120 جمادى الآخرة 1447  هـ
- 1221 جمادى الآخرة 1447  هـ
- 1322 جمادى الآخرة 1447  هـ
- 1423 جمادى الآخرة 1447  هـ
- 1524 جمادى الآخرة 1447  هـ
- 1625 جمادى الآخرة 1447  هـ
- 1726 جمادى الآخرة 1447  هـ
- 1827 جمادى الآخرة 1447  هـ
- 1928 جمادى الآخرة 1447  هـ
- 2029 جمادى الآخرة 1447  هـ
- 211 رجب 1447  هـ
- 222 رجب 1447  هـ
- 233 رجب 1447  هـ
- 244 رجب 1447  هـ
- 255 رجب 1447  هـ
- 266 رجب 1447  هـ
- 277 رجب 1447  هـ
- 288 رجب 1447  هـ
- 299 رجب 1447  هـ
- 3010 رجب 1447  هـ
- 3111 رجب 1447  هـ
- 112 رجب 1447  هـ
- 213 رجب 1447  هـ

11 ديسمبر أو 11 كانون الأوَّل أو يوم 11\12 (اليوم الحادي عشر من الشهر الثاني عشر) هو اليوم الخامس والأربعين بعد الثلاثمائة (345) من السنة، أو السادس والأربعين بعد الثلاثمائة (346) في السنوات الكبيسة، وفقًا للتقويم الميلادي الغربي (الغريغوري). يبقى بعده 20 يومًا على انتهاء السنة.

## أحداث
- 1792 - بدء محاكمة لويس السادس عشر ملك فرنسا بتهمة الخيانة من قبل المؤتمر الوطني في الثورة الفرنسية.
- 1917 - الفريق أول إدموند اللنبي يدخل بلدة القدس القديمة حافيَ القدمين قائلاً جملته الشهيرة: "الآن انتهتِ الحروب الصليبية".
- 1936 - ملك المملكة المتحدة إدوارد الثامن يتنازل عن العرش ليتزوج من الأمريكية واليس سمبسون.
- 1941 - ألمانيا وإيطاليا تعلنان الحرب على الولايات المتحدة في الحرب العالمية الثانية.
- 1947 - إنشاء منظمة اليونسيف العالمية لرعاية الأطفال.
- 1948 -
  - الحكومة الإسرائيلية تقرر اعتبار القدس الغربية عاصمة لإسرائيل.
  - صدور «قرار مجلس الأمن رقم 194» والقاضي بتدويل مدينة القدس، وإنشاء لجنة التوفيق الدولية للفلسطينيين.
- 1957 - صدور قرار من الأمم المتحدة ينص على حق الشعوب في تقرير مصيرها.
- 1960 - مظاهرات 11 ديسمبر 1960 في الجزائر ضد الاحتلال الفرنسي.
- 1964 - تشي جيفارا يتحدث أمام الجمعية العامة للأمم المتحدة في نيويورك.
- 1967 - جورج حبش يعلن تأسيس الجبهة الشعبية لتحرير فلسطين.
- 1972 - هبوط رواد المركبة أبولو 17 على سطح القمر.
- 1974 - لجنة تصفية الاستعمار في الأمم المتحدة تحيل قضية الصحراء الغربية إلى محكمة العدل الدولية.
- 1981 -
  - الجمعية العامة للأمم المتحدة تختار الدبلوماسي البيروفي خافيير بيريز دي كويلار أمينًا عامًا للأمم المتحدة، على أن يتسلم مهامه في 1 يناير 1982.
  - الملاكم العالمي محمد علي كلاي يلعب آخر مبارياته ثم يعتزل الملاكمة.
- 1994 - رئيس روسيا بوريس يلتسن يصدر أوامره للقوات الروسية بالتوجه نحو الشيشان فيما عرف بالحرب الشيشانية الأولى.
- 1997 - فتح باب التوقيع على اتفاقية كيوتو.
- 2003 - انفجار طرد بريدي مرسل لرئيس تحرير جريدة السياسة الكويتية «أحمد الجار الله»، وأدى الإنفجار إلى إصابة مدير مكتبه بجروح طفيفة.
- 2007 - تفجير سيارتين مفخختين في الجزائر، الأولى قرب المحكمة الدستورية العليا والثانية استهدفت مقر المفوضية العليا للاجئين التابعة للأمم المتحدة في الجزائر العاصمة، وأدى الانفجاران إلى مقتل ما لا يقل عن 62 شخص وجرح العشرات إضافة إلى أضرار مادية.
- 2011 - المجلس الاستشاري المصري ينتخب في أولى جلساته منصور حسن رئيسًا له، وأبو العلا ماضي وسامح عاشور نائبين له، ومحمد نور فرحات أمينًا عامًا للمجلس.
- 2013 -
  - اختيار البابا فرنسيس «شخصية العام» لسنة 2013 من قبل مجلة التايم الأمريكية.
  - وقوع مجزرة في مدينة عدرا العمالية بريف دمشق، ذهب ضحيتها 32 مدنياً على أيدي قوات المعارضة السورية، وذلك بعد اقتحامها من قبل مقاتلي جيش الإسلام وجبهة النصرة. تم اختطاف العشرات ونقلهم إلى مناطق تقع تحت سيطرة المعارضة.
- 2015 - رئيس غامبيا يحيى جامع يُعلن تحويل بلاده إلى جُمهوريَّة إسلاميَّة في خُطوةٍ اعتبرها تخليصًا لِغامبيا من ماضيها الاستعماري.
- 2016 - مقتل 25 شخصاً وإصابة 49 آخرين جراء تفجير الكنيسة البطرسية بمنطقة العباسية في القاهرة.
- 2017 -
  - 25 حريقًا ضخمًا في غابات جنوب كاليفورنيا تأتي على 1,201.92 كلم2 من الأحراج وتُجبر حوالي 212,000 نسمة على النُزُوح من منازلهم، وتتسبب بِأضرارٍ تُقدَّر قيمتها بحوالي 3.138 مليار دولار.
  - الرئيس الروسي فلاديمير بوتين يعلن من قاعدة حميميم، بدء سحب قوات بلاده بشكل جزئي من سوريا.
- 2018 - إطلاق نار في سوق بمدينة ستراسبورغ الفرنسية يؤدي لمقتل 3 وإصابة 12.
- 2019 - أرامكو السعودية تُصبح أغلى شركة في العالم، بقيمة تجاوزت 1.88 تريليون دولار، وذلك في اليوم الأول لتداول أسهمها في السوق المالية السعودية، وتدفع بالأخير ليصير التاسع بين الأسواق المالية العالمية.
- 2023 إضراب يوم الاثنين، تضامنا مع الشعب الفلسطيني لوقف الحرب على قطاع غزة.

## مواليد
- 1475 - البابا ليون العاشر، بابا الكنيسة الرومانية الكاثوليكية.
- 1781 - ديفيد بروستر، عالم فيزياء اسكتلندي.
- 1801 - كريستيان ديتريش جرابه، كاتب ألماني.
- 1803 -
  - شهاب الدين محمود الآلوسي، مفسر ومحدث وفقيه وأديب وشاعر عراقي.
  - هيكتور بيرليوز، موسيقي فرنسي.
- 1810 - ألفرد دي موسيه، شاعر فرنسي.
- 1843 - روبرت كوخ، طبيب وعالم بكتيريا ألماني حاصل على جائزة نوبل في الطب عام 1905.
- 1882 - ماكس بورن، عالم فيزياء ألماني حاصل على جائزة نوبل في الفيزياء عام 1954.
- 1908 - آمون غوث، عسكري ألماني نازي ومدير معتقل «بلاسوف» للإبادة الجماعية.
- 1911 - نجيب محفوظ، أديب وروائي مصري حاصل على جائزة نوبل في الأدب عام 1988.
- 1912 - عادل تقي الدين، محامي وقاضي لبناني.
- 1918 - ألكسندر سولجنيتسين، أديب روسي حاصل على جائزة نوبل في الأدب عام 1970.
- 1919 - عبد الحكيم عامر، نائب القائد العام للقوات المسلحة المصرية.
- 1925 - بول غرينغارد، طبيب أمريكي حاصل على جائزة نوبل في الطب عام 2000.
- 1943 - جون كيري، سياسي أمريكي.
- 1953 - رندة الشهال، مخرجة لبنانية.
- 1954 - جيرماين جاكسون، مغني أمريكي.
- 1963 - لوسي، ممثلة وراقصة شرقية مصرية.
- 1965 - فراس إبراهيم، ممثل سوري.
- 1972 - سامي الجابر، لاعب كرة قدم سعودي.
- 1980 - فريال يوسف، ممثلة تونسية.
- 1981 -
  - خافيير سافيولا، لاعب كرة قدم أرجنتيني.
  - محمد زيدان، لاعب كرة قدم مصري.
- 1984 - ليتون باينز، لاعب كرة قدم إنجليزي.
- 1986 - علي مقصيد، لاعب كرة قدم كويتي.

## وفيات
- 1221 - الأفضل شاهنشاه، وزير الخلفاء الفاطميين المستنصر بالله، والمستعلي بالله، والآمر بأحكام الله.
- 1241 - أوقطاي خان، حاكم إمبراطورية المغول.
- 1282 - ميخائيل الثامن باليولوج، إمبراطور الإمبراطورية البيزنطية.
- 1840 - الإمبراطور كوكاكو، إمبراطور اليابان.
- 1904 - جواد محي الدين، فقيه مسلم وشاعر عراقي.
- 1938 - كريستيان لويس لانج، سياسي نرويجي حاصل على جائزة نوبل للسلام عام 1921.
- 1945 - شارل فابري، عالم فيزياء فرنسي.
- 1945 - هجري دده، شاعر وكاتب عراقي.
- 1964 - سام كوك، مغن أمريكي.
- 1968 - آرثر سولزبرجر، ناشر وصحافي أمريكي.
- 1977 - تقي الدين النبهاني، مؤسس حزب التحرير.
- 1978 - فنسانت دو فينيو، عالم كيمياء حيوية أمريكي حاصل على جائزة نوبل في الكيمياء عام 1955.
- 1983 - نيل ريتشي، عسكري بريطاني.
- 1988 - محمد خليفة التونسي، كاتب ومترجم مصري.
- 2005 - سليمان عويس، صحفي وشاعر أردني.
- 2010 - سهيل السيد أحمد، شاعر أردني.
- 2011 - أحمد بهجت، كاتب مصري.
- 2016 - صادق جلال العظم، مفكر وكاتب سوري.
- 2021 - الشيخ دعيج الخليفة الصباح، شاعر كويتي.

## أعياد ومناسبات
- ذكرى تأسيس منظمة اليونسيف.
- عيد الجمهورية في بوركينا فاسو.
- يوم رقصة التانجو في الأرجنتين.

## وصلات خارجية
- وكالة الأنباء القطريَّة: حدث في مثل هذا اليوم.
- النيويورك تايمز: حدث في مثل هذا اليوم.
- BBC: حدث في مثل هذا اليوم.